# 王燕軍
王燕軍（1963年—），臺灣企業家，中華民國陸軍少將退役，畢業於陸軍軍官學校正期班55期，國立中山大學高階公共政策管理碩士，曾任李登輝總統侍從官、總統官邸警衛隊長、兩家民間企業董事長、李登輝基金會秘書長兼董事、弘浚國際企業有限公司董事長、源興居生技公司總經理。因李登輝開始研究和牛培育，王燕軍也轉型成為牛隻育種研究員，曾為花蓮縣台灣觀光學院副校長，並代理校長一職。2021年7月，成為臺北市柯市府簡任第十二職等顧問。

## 簡介
王燕軍的父親本是上海富商，國共內戰時來台，花了大量的錢把員工們遣散，又因為撞上牛隻的車禍耗盡家財。「燕軍」的「燕」是候鳥會依照時間返還定點，「軍」是打仗的意思，他的父親盼望，總有一天要「反攻大陸」，所以為他命名「燕軍」。
出身臺北市公館眷村，不顧家中反對投考中正預校，後升入陸軍官校55期，在官校時期，因擔任「實習旅處長」，擔任政戰工作，沒收同學們為了交作業而抄襲的「黨外刊物」，反而受到黨外「民主、人權」等思想的啟發，畢業後任蔣經國總統的七海官邸警衛隊的侍衛官。1988年開始，擔任李登輝副官十四年，並受到李登輝影響堅決反共。一般軍官多認為擔任總統副官後可以飛黃騰達、平步青雲，但王燕軍卻認為當總統副官工作太累，反而想回部隊帶兵，後因李登輝與王燕軍感情融洽，李登輝也時常指定書目給王燕軍閱讀，王才不再打算離開。
李登輝卸任後，王燕軍退伍改為經商。2010年6月因為李登輝一句話「我老了，都被人欺負」，要王燕軍回來幫忙，故王燕軍重返李登輝身邊，接下無給職的李登輝辦公室主任、群策會秘書長職務，從2015年開始才在李登輝基金會領薪水、任全職。
2020年7月底李登輝辭世後，總統府在台北賓館設置追思禮堂十六日，8月16日閉幕當天，王燕軍說道，「報告總統，下班了。辛苦一輩子，我來接你回家。回到你溫暖又甜蜜的家，好好休息別再煩惱憂愁，謝謝你」，謝謝李登輝給了他「身為台灣人的驕傲」。

## 軼事
- 王燕軍性格圓融，在李登輝父親李金龍1995年過世時，李登輝與異母弟李炳楠因喪禮細節如佛教或基督教儀式等產生爭執，最後王燕軍代表李登輝方面出馬協調，終於圓滿收尾。[1]

- 2014年8月，經友人介紹認識陳敏薰[註 2]後，成為男女朋友；2015年3月11日，王燕軍遭《台灣壹週刊》驚爆年過五十的他一男劈三女，兩周內被拍到周旋女友陳敏薰、王美娜[註 3]以及已婚資深主播呂佳穎[註 4]上摩鐵。[9]王燕軍解釋，是他的馬來西亞富商朋友要出自傳，打算口述，聘請呂佳穎潤筆，所以他帶呂佳穎到摩鐵洽談「寫自傳」的事宜，而且當時車內共有四個人。立法委員段宜康在臉書調侃王燕軍「自傳不知何時上市，會不會有簽書會？」[10]。女友陳敏薰說：「人不可能一輩子不犯錯，我願意再給他一個機會。」[11]

- 2015年5月，五十歲的王燕軍在景美自宅停車場遭到3名歹徒偷襲；三名年約二十出頭的歹徒身材壯碩，並手持鋁棒，劈頭就是一陣亂打。王燕軍受過完整的特勤訓練，徒手以一敵三，靠著武術迴旋踢將歹徒鋁棒踢飛，但身上也受到多處擊傷，歹徒見苗頭不對一哄而散，由於攻擊部位主要為腿部，警告意味濃厚。臺北市警察局朝感情因素惹糾紛，有人唆使打手報復方向辦案，但王燕軍向警方否認是感情糾紛，只說歹徒可能誤認仇家。[12] [13]，後來三名嫌犯被捕，分別是四海幫22歲的海耀堂大哥鄭奕梵、20歲的幫眾江政霖與黃姓未成年男子等三人。四海幫的幫眾供稱，他們是不滿王燕軍劈腿；鄭奕梵則稱，王燕軍的前司機曾抱怨王燕軍態度不佳，故想幫該司機出氣，案情陷入羅生門。[14]

- 據劉泰英稱李登輝大腸癌手術後，曾因痰噎住喉嚨，險些喪命，眾人束手無策。王燕軍心生一智，把李登輝抱起來，並拍李登輝的背，使濃痰吐出，救了李登輝一命。李登輝因而對王燕軍更加倚重。而不為人知的是，王燕軍對骨骼、氣血、脈絡有研究，還是一名考取執照的整復師。[15]

## 文字註釋
1. ↑  同期同學有楊海明、鍾樹明、劉靖中、張捷、羅德民、龍冠中、曹常勇、楊肅立等將領。
2. ↑  1970年生，前台北101董事長、現任義联集團台北管理中心執行長。
3. ↑  1958年生，聯合大地工程顧問公司董事長，第一任丈夫為韓國華僑，第二任丈夫為BMW台灣代理商汎德集團創辦人唐誠，皆離婚收場，育有一子。
4. ↑  1974年生，丈夫王遠平是國家安全局第一處文職人員，兩人育有二子。